# Khudai Khidmatgar

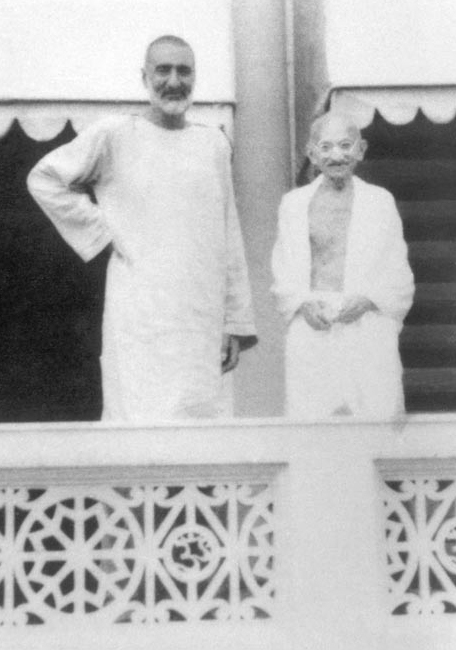
Abdul Ghaffar Khan e Gandhi nel 1940

I Khudai Khidmatgar (in urdu خدائی خدمتگار‎?, Khudā'ī Khidmatgār), ossia Servi di Dio, sono stati un movimento ritenuto il primo esercito nonviolento della storia, fondato nel 1929 da Abdul Ghaffar Khan, composto esclusivamente da pashtun: un'etnia afgana tradizionalmente guerriera.
Era formato da circa 100 000 persone musulmane in uniforme, addestrate alla disciplina, con ufficiali e scale gerarchiche ben definite, pronti a usare la propria vita come unica loro arma.
Sebbene di carattere nazionalista e religioso, dedito alla lotta contro il colonialismo britannico, non fu settario in quanto appoggiò anche induisti e sikh attaccati a Peshawar.
A causa della sua uniforme che comprendeva una camicia rossa, venne grossolanamente bollato dai britannici come comunista, a scopo denigratorio.

## Il massacro di Peshāwar

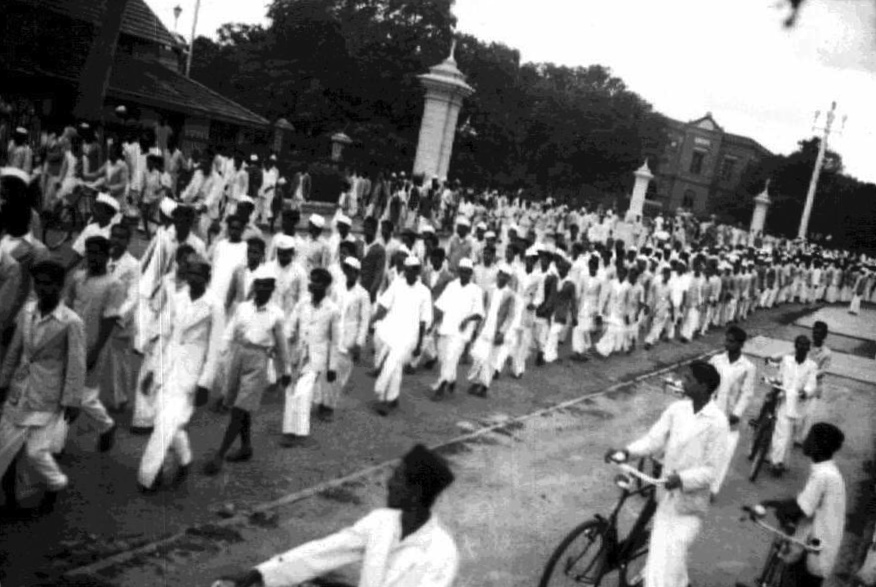
Una delle proteste del 1940 circa

Il più emblematico episodio si svolse il 23 aprile 1930 a Peshāwar, in cui l'esercito britannico sparò, dalle 11 alle 17, ai Khudai Khidmatgar che li fronteggiavano a petto nudo, finché un reggimento di soldati indiani si rifiutò di continuare la carneficina di persone disarmate, una disobbedienza che costò loro una dura punizione dai superiori.
Furono uccisi 200 Khudai Khidmatgar e feriti molti di più.

## Il giuramento dei Khudai Khidmatgar

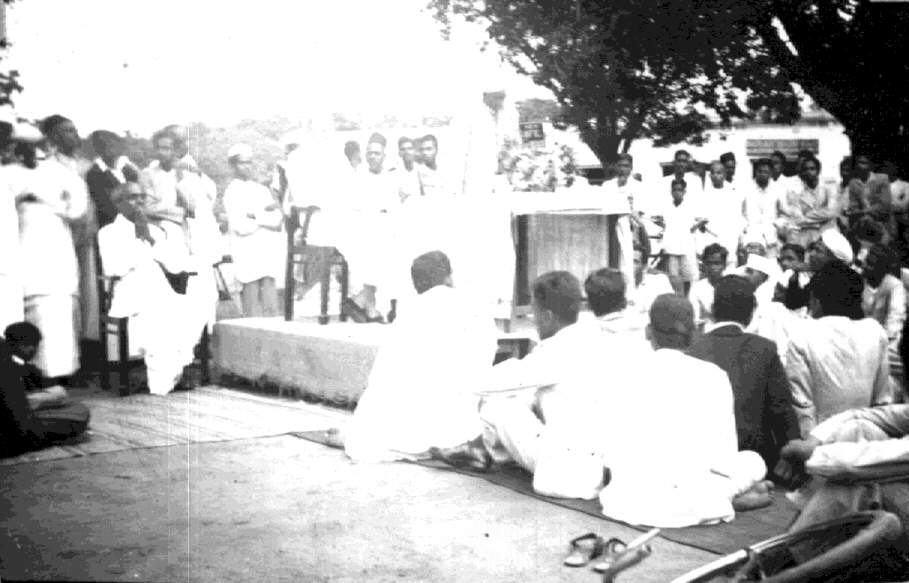
Una manifestazione del 1940 circa

Sono un servo di Dio: poiché Dio non ha bisogno di alcun servizio, servendo la sua creazione si serve Lui.
- Prometto di servire l'umanità in nome di Dio.
- Prometto di non fare ricorso alla violenza e alla vendetta.
- Prometto di perdonare chi mi opprime o mi tratta con crudeltà.
- Prometto di non prendere parte a faide o litigi e di non creare inimicizie.
- Prometto di trattare ogni Pathan come fratello e amico.
- Prometto di evitare abitudini e pratiche antisociali.
- Prometto di vivere una vita semplice, di praticare la virtù e di astenermi dal male.
- Prometto di praticare le buone maniere e un comportamento corretto e di non condurre una vita di ozio.
- Prometto di dedicare almeno due ore al giorno al lavoro sociale[2].